# Guo Tianqian
Guo Tianqian (China, 1 de junio de 1994) es una atleta china especializada en la prueba de lanzamiento de peso, en la que consiguió ser campeona mundial juvenil en 2011.

## Carrera deportiva
En el Campeonato Mundial Juvenil de Atletismo de 2011 ganó la medalla de oro en el lanzamiento de peso, llegando hasta los 15.24 metros, superando a la británica Sophie McKinna (plata con 14.90 metros) y a la alemana Katinka Urbaniak.